# Viện Phân tích Hệ thống Ứng dụng Quốc tế

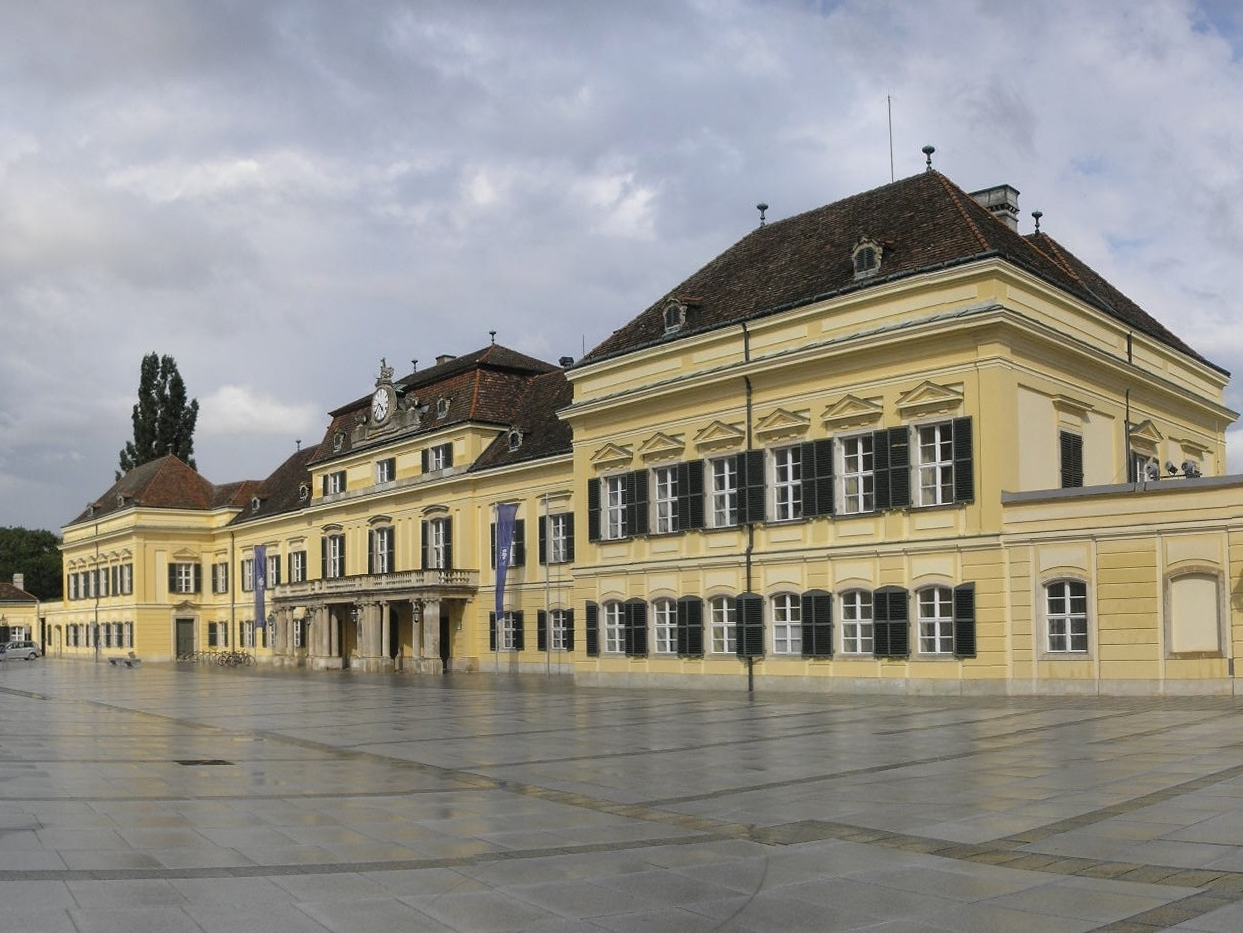
Blauer Hof Palace ở Laxenburg

Viện Phân tích Hệ thống Ứng dụng Quốc tế hay Viện Quốc tế về Phân tích Hệ thống Ứng dụng, viết tắt theo tiếng Anh là IIASA (International Institute for Applied Systems Analysis) là một tổ chức phi chính phủ phi lợi nhuận quốc tế hoạt động trong lĩnh vực nghiên cứu khoa học liên ngành về các vấn đề môi trường, kinh tế, công nghệ và xã hội và ứng dụng của nó.
IIASA thành lập năm 1972, là thành viên liên kết khoa học của Hội đồng Khoa học Quốc tế (ISC), và của Hội đồng Quốc tế về Khoa học (ICSU) trước đây.
IIASA có trụ sở tại Laxenburg, Vienna, Áo. Chủ tịch từ 2017 là Albert S. van Jaarsveld từ  Nam Phi.

## Lịch sử
Ngày 4/10/1972 đại diện của Liên Xô, Hoa Kỳ, và 10 quốc gia khác từ các khối phương Tây và Đông gặp nhau tại Hội Hoàng gia (The Royal Society) ở London và ký điều lệ thành lập IIASA. Đây là kết quả của nỗ lực sáu năm hướng về phía trước của Tổng thống Mỹ Lyndon Johnson và Thủ tướng Liên Xô Aleksey Kosygin. Đối với IIASA nó là khởi đầu của một dự án đáng chú ý là sử dụng hợp tác khoa học để bắc cây cầu qua sự phân chia Chiến tranh lạnh và đối đầu với vấn đề toàn cầu đang phát triển trên quy mô quốc tế thực sự. Các nhà khoa học đầu tiên đã đến IIASA trong tháng 6 năm 1973.
Rõ ràng, thành công bắc cầu và khoa học thành công sẽ đi tay trong tay. Nhưng không phải là mọi sự có kết quả. Đây là những năm 1970, và hầu hết các tổ chức nghiên cứu tập trung vào các vấn đề quốc gia. Rất ít nhà nghiên cứu khuyến khích từ các nước khác nhau hoặc các ngành để làm việc cùng nhau vì lợi ích lớn hơn.

## Mục tiêu
IIASA giải quyết các vấn đề quan trọng của mối quan tâm toàn cầu như biến đổi khí hậu, năng lượng, lương thực và an ninh nguồn nước, biến động dân số, sử dụng đất, ô nhiễm không khí, và phân tích rủi ro. IIASA là tổ chức phi chính phủ, có tính độc lập và cung cấp tư liệu phi chính trị, không thiên vị và dựa trên quan điểm khoa học.

## Tổ chức
Các thành viên quốc gia, năm 2014:
| Tt. | Nước       | Cơ quan                                                                                           |
| --- | ---------- | ------------------------------------------------------------------------------------------------- |
| 1.  | Úc         | The Commonwealth Scientific and Industrial Research Organisation (CSIRO)                          |
| 2.  | Áo         | The Austrian Academy of Sciences                                                                  |
| 3.  | Brasil     | Center for Strategic Studies and Management (CGEE)                                                |
| 4.  | Trung Quốc | National Natural Science Foundation of China (NSFC)                                               |
| 5.  | Ai Cập     | Academy of Scientific Research and Technology (ASRT)                                              |
| 6.  | Phần Lan   | The Finnish Committee for IIASA                                                                   |
| 7.  | Đức        | Association for the Advancement of IIASA                                                          |
| 8.  | Ấn Độ      | Technology Information, Forecasting and Assessment Council (TIFAC)                                |
| 9.  | Indonesia  | Indonesian National Committee for IIASA                                                           |
| 10. | Nhật Bản   | The Japan Committee for IIASA                                                                     |
| 11. | Hàn Quốc   | National Research Foundation of Korea (NRF)                                                       |
| 12. | Malaysia   | Academy of Sciences Malaysia (ASM)                                                                |
| 13. | México     | Mexican National Committee for IIASA                                                              |
| 14. | Hà Lan     | Netherlands Organization for Scientific Research (NWO)                                            |
| 15. | Na Uy      | The Research Council of Norway (RCN)                                                              |
| 16. | Pakistan   | Pakistan Academy of Sciences                                                                      |
| 17. | Nga        | Russian Academy of Sciences (RAS)                                                                 |
| 18. | Nam Phi    | National Research Foundation (NRF)                                                                |
| 19. | Thụy Điển  | The Swedish Research Council for Environment, Agricultural Sciences and Spatial Planning (FORMAS) |
| 20. | Ukraina    | Ukrainian Academy of Sciences                                                                     |
| 21. | Hoa Kỳ     | The National Academy of Sciences (NAS)                                                            |
| 22. | Việt Nam   | Viện Hàn lâm Khoa học và Công nghệ Việt Nam (VAST)                                                |

## Hoạt động
IIASA tiến hành các nghiên cứu khoa học liên ngành về các vấn đề môi trường, kinh tế, công nghệ và xã hội trong bối cảnh các khía cạnh nhân của sự thay đổi toàn cầu. Nhiệm vụ của IIASA là "cung cấp những hiểu biết và hướng dẫn để hoạch định chính sách trên toàn thế giới bằng cách tìm các giải pháp cho các vấn đề toàn cầu và phổ quát thông qua áp dụng phân tích hệ thống nhằm cải thiện phúc lợi của con người và xã hội và bảo vệ môi trường .
Các Tổng Giám đốc 
- 13. 2017-2020:  Albert S. van Jaarsveld
- 12. 2012-2016:  Pavel Kabat
- 11. 2009-2012:  Prof. Detlof von Winterfeldt
- 10. 2008-2009: Prof. Sten Nilsson (Acting Director)
- 9. 2002-2008: Prof. Leen Hordijk
- 8. 2000-2002: Prof. Arne B. Jernelöv (Acting Director)
- 7. 1996-2000: Prof. Gordon J. MacDonald
- 6. 1990-1996: Dr. Peter E. de Jánosi
- 5. 1987-1990: Dr. Robert H. Pry
- 4. 1984-1987: Prof. Thomas H. Lee
- 3. 1981-1984: Prof. C.S. Holling
- 2. 1975-1981: Dr. Roger Levien
- 1. 1972-1975: Prof. Howard Raiffa

Vienna Philharmonic là đại sứ thiện chí cho các hoạt động của IIASA.